# Heimatmuseum – Altes Weberhaus

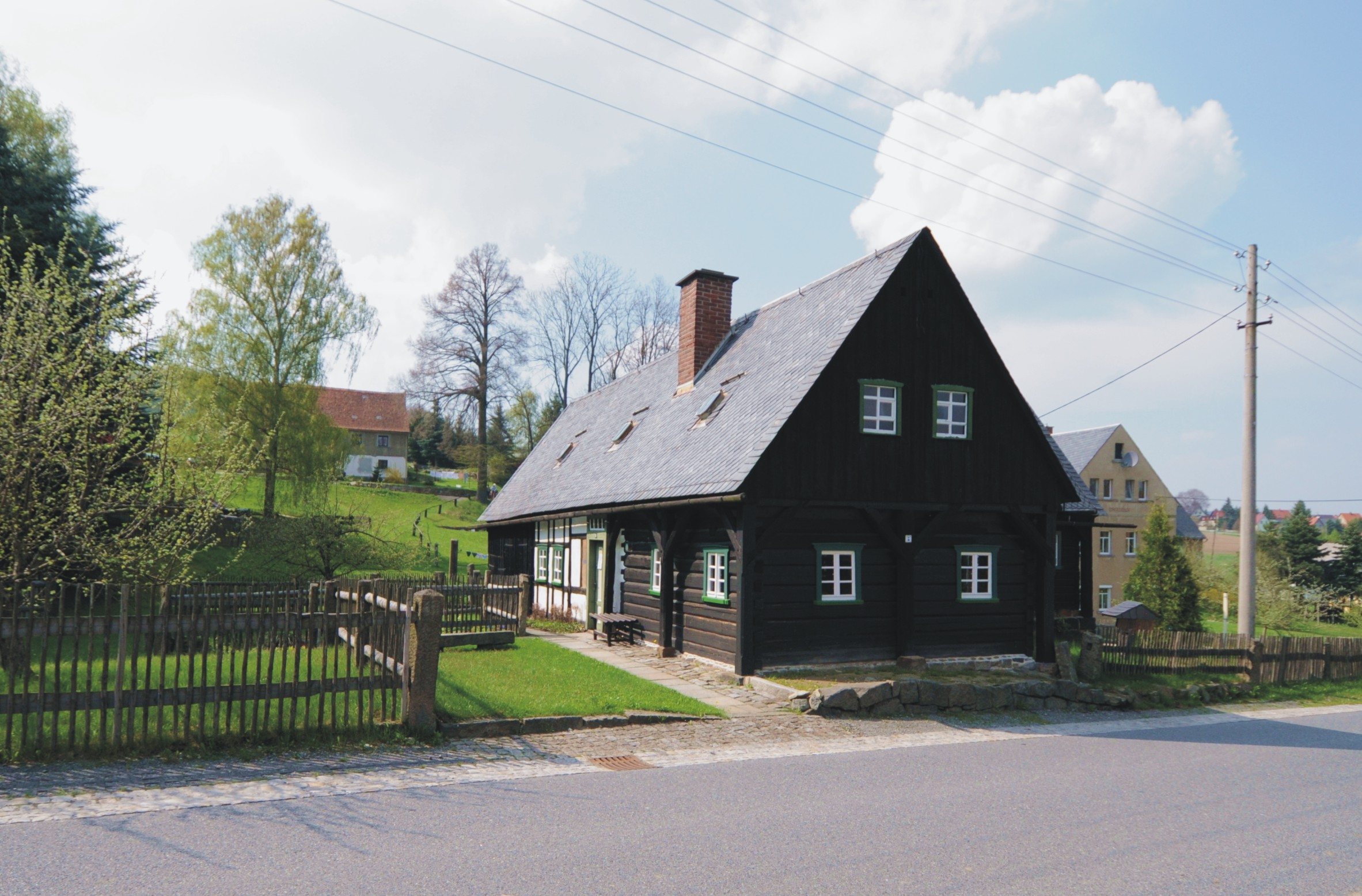
Heimatmuseum – Altes Weberhaus

Das Heimatmuseum – Altes Weberhaus befindet sich in der Gemeinde Sohland an der Spree im Landkreis Bautzen und wird von der Gemeinde Sohland an der Spree betrieben.

## Lage
Das Museum befindet sich unterhalb der ehemaligen Lessingschule rechtsseitig des Sohlander Dorfbaches im denkmalgeschützten Umgebindehaus Hainspacher Str. 19a in der Ortslage Obersohland.

## Gebäude
Das um 1750 erbaute eingeschossige Leineweberhaus ist das älteste erhaltene Umgebindehaus im Landkreis Bautzen. Es ist eines der ersten als Winkelbau mit Ausgedinge errichteten Umgebindehäuser. Umgeben ist das Haus von einem Bauerngarten.
Das Haus ist im Wesentlichen im Originalzustand erhalten, lediglich das Strohdach wurde um 1900 durch eine Schiefereindeckung ersetzt. Das Erdgeschoss gliedert sich in die Weberstube, Ausgedingestübel, Flur, Kammer, Tenne, Banse und zwei Stallungen; im Dachgeschoss ist die Schlafstube untergebracht. Die Holzdachrinnen sind aus einem Baumstamm gefertigt. An der Giebelseite befindet sich eine Blitzschlange. Die vor den dunklen Blockwänden freistehenden Tragesäulen und Eckständer lassen die Konstruktion des Umgebindes gut erkennen.
2007 wurde das Kulturdenkmal umfangreich saniert. Für die vorbildhafte Sanierung mit Einfühlungsvermögen, Detailkenntnis und Sachverstand durch anerkannte regionale Handwerksbetriebe, die das Haus noch mehr zur Geltung brachte, wurde die Gemeinde Sohland mit dem Umgebindehauspreis 2008 ausgezeichnet. Im Jahre 2014 erfolgten Instandsetzungsarbeiten.

## Museum
Das 1957 eröffnete Museum präsentiert die originale Einrichtung eines oberlausitzer Hausweberhauses mit funktionstüchtigem Webstuhl. Gezeigt werden zudem alte Gerätschaften zur Feldwirtschaft und Gartenbau sowie das Zusammenleben von Mensch und Tier unter einem Dach.